# La Victoire de la Grande Armée
La Victoire de la Grande Armée est un roman historique écrit par Valéry Giscard d'Estaing, paru le 18 novembre 2010 aux éditions Plon.

## Résumé

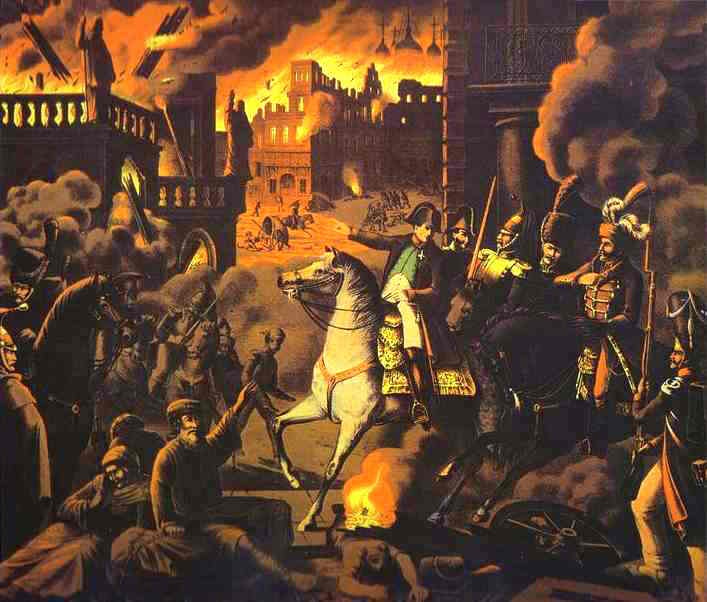
Prise de Moscou par Napoléon (auteur inconnu).

Dans ce récit uchronique, l'auteur imagine qu'à son arrivée à Moscou après la bataille de la Moskova en septembre 1812, Napoléon décide de reprendre immédiatement le chemin du retour vers la France, évitant ainsi de tomber dans le piège de l'hiver russe et contraignant le général Koutouzov à l'affronter.
Le personnage principal du livre, le général François Beille (personnage de fiction), retient avec son régiment les soldats russes permettant à la Grande Armée de mener la bataille non loin de la Pologne en un lieu choisi par les Français, remportant ainsi une victoire.
Après celle-ci, Napoléon, pour conforter la paix et les acquis de l'Empire, décide de céder la couronne à son fils adoptif Eugène de Beauharnais.